# Euphorbia biharamulensis
Euphorbia biharamulensis ist eine Pflanzenart aus der Gattung Wolfsmilch (Euphorbia) in der Familie der Wolfsmilchgewächse (Euphorbiaceae).

## Beschreibung
Die sukkulente Euphorbia biharamulensis bildet Sträucher bis 50 Zentimeter Höhe aus, die sich aus der Basis heraus verzweigen und spreizklimmend sind. Die deutlich vierkantigen Zweige werden 1,5 bis 3 Zentimeter breit und sind durch verkehrt eiförmige Einschnürungen in 1,5 Zentimeter lange, manchmal auch längere, Abschnitte gegliedert. An den Kanten stehen buchtige Zähne in einem Abstand von 2 Zentimeter zueinander. Die Dornschildchen sind verlängert oder zu einem 1 bis 4 Millimeter breiten Hornrand vereinigt. Es werden Dornen mit 1 bis 15 Millimeter Länge ausgebildet. Die Nebenblattdornen sind sehr klein und auf beiden Seiten der Blütenständen sind weitere, sehr kleine Dornen vorhanden.
Der Blütenstand besteht aus einzelnen, an einem 3 Millimeter langen Stiel stehenden Cymen, die zu einzelnen Cyathien umgebildet sind. Diese werden 8 Millimeter im Durchmesser groß und sind dunkelrot gefärbt. Die länglichen Nektardrüsen grenzen aneinander. Die Früchte sind deutlich gelappt, dunkelrot und sitzend. Sie werden etwa 4,5 Millimeter lang und 9 Millimeter breit. Der kugelförmige Samen ist glatt und wird knapp 3 Millimeter groß.

## Verbreitung und Systematik
Euphorbia biharamulensis ist im Nordwesten von Tansania auf bewaldeten Felsen in Höhenlagen von 1200 bis 1400 Meter verbreitet.
Die Art steht auf der Roten Liste der IUCN und gilt als gefährdet (Vulnerable).
Die Erstbeschreibung der Art erfolgte 1987 durch Susan Carter Holmes.